# Радуша
Радуша (бел. Радуша) — деревня в Краснобережском сельсовете Жлобинского района Гомельской области Белоруссии.

## География

### Расположение
В 30 км на запад от Жлобина, расположена на автотрассе Р-90 Красный Берег — Паричи, 6 км от железнодорожной станции Красный Берег (на линии Жлобин — Бобруйск), 123 км от Гомеля.

## Гидрография
На западе сеть мелиоративных каналов, на юго-западе гидрологический заказник «Дубовка».

## Транспортная сеть
Транспортные связи по просёлочной, а затем автомобильной дороге Бобруйск — Гомель. Планировка состоит из двух разделённых каналом частей: северной (две параллельные между собой прямолинейные улицы с переулками, ориентированные с юго-запада на северо-восток) и южной (к прямолинейной улице, ориентированной с юго-запада на северо-восток, присоединяется на севере небольшой зигзагообразный участок застройки). Жилые дома преимущественно деревянные, усадебного типа.

## История
По письменным источникам известна с XVIII века как деревня в Степовской волости Бобруйского уезда Минской губернии. 
Согласно переписи 1897 года находились 2 одноимённые деревни 2 постоялых двора, хлебозапасный магазин. Рядом был фольварк Радуша (он же Яново). В 1910 году открыта школа, для которой в 1911 году построено собственное здание.
С 20 августа 1924 года до декабря 1993 года центр Радушского сельсовета Жлобинского района Бобруйского (до 26 июля 1930 года) округа Гомельской области. В 1930 году созданы колхозы «Свободный труд» и «Красная Радуша», работали нефтяная и ветряная мельницы, 3 кузницы, шерсточесальня. Во время Великой Отечественной войны оккупанты создали в деревне опорный пункт, разгромленный в марте 1943 года партизанами. Немецкие каратели сожгли 32 двора. В 1944 году в боях около деревни погибли 28 советских солдат (похоронены в братской могиле в центре деревни). Освобождена 26 июня 1944 года. На фронтах и в партизанской борьбе погиб 131 житель, в память о погибших в 1967 году в сквере, около Дома культуры установлена скульптура и стена с именами павших. В 1968 году к деревне присоединён посёлок Ямное. Центр колхоза имени М. И. Калинина, после «Радуша». С 2008 года входит в КСУП «Краснобережский». Работают отделение связи, средняя школа, библиотека, амбулатория, детские ясли-сад, Дом культуры. В 1987—92 годах построены 46 кирпичных домов коттеджного типа для переселенцев из загрязнённых радиацией в результате катастрофы на Чернобыльской АЭС мест.

## Население

### Численность
- 2019 год — 269 хозяйств, 581 житель.